# Ла Мора
Ла Мо̀ра (на италиански: La Morra; на пиемонтски: A Mora, А Мора) е малко градче и община в Северна Италия, провинция Кунео, регион Пиемонт. Разположено е на 513 m надморска височина. Населението на общината е 2758 души (към 2010 г.).